# Artur Bogińczuk
Artur Bogińczuk (ur. 16 stycznia 1982 we Wrocławiu) – polski żużlowiec.

## Kariera sportowa
Licencję żużlową zdobył w 1998 roku w barwach klubu Atlas Wrocław. W 1999 r. reprezentował TŻ Opole, natomiast w 2002 i 2003 w rozgrywkach polskiej ekstraligi ponownie Atlas Wrocław, w 2002 r. zdobywając brązowy medal DMP.
Dwukrotnie startował w finałach młodzieżowych indywidualnych mistrzostw Polski, w 2002 r. w Lesznie zdobywając złoty medal, natomiast w 2003 r. w Rybniku zajmując XIII miejsce. W 2001 r. zdobył w Rybniku srebrny medal młodzieżowych mistrzostw Polski par klubowych. Po raz drugi w finale tych rozgrywek uczestniczył w 2002 r., zajmując w Pile V miejsce. Dwukrotnie startował w finałach turniejów o "Brązowy Kask" (Leszno 2000 – VIII miejsce, Gorzów Wielkopolski 2001 – XIII miejsce).